# Circuito Brasileiro de Voleibol de Praia Feminino de 2017–18
O Circuito Brasileiro de Voleibol de Praia Feminino de 2017-18, também chamado de Circuito Banco do Brasil de Vôlei de Praia Open, é a vigésima sexta edição da principal competição nacional de Vôlei de Praia na variante feminina, iniciado em 13 de setembro de 2017.

## Resultados

### Circuito Open 2017-18
| Evento                                                                 | Ouro                                    | Prata                                   | Bronze                                  | Quarto lugar                            |
| 1ª Etapa Campo Grande, Mato Grosso do Sul 13 a 17 de setembro de 2017. | /Larissa França Talita Antunes          | Maria Elisa Antonelli Carolina Solberg  | / Taiana Lima Elize Maia                | / Ágatha Bednarczuk Duda Lisboa         |
| 2ª Etapa Natal, Rio Grande do Norte 18 a 22 de outubro de 2017.        | / Ágatha Bednarczuk Duda Lisboa         | Maria Elisa Antonelli Carolina Solberg  | Bárbara Seixas Fernanda Berti           | /Larissa França Talita Antunes          |
| 3ª Etapa Itapema, Santa Catarina 15 a 19 de novembro de 2017.          | Maria Elisa Antonelli Carolina Solberg  | / Ana Patrícia Ramos Rebecca Cavalcante | / Ágatha Bednarczuk Duda Lisboa         | / Tainá Bigi Victória Tosta             |
| 4ª Etapa Fortaleza, Ceará 24 a 28 de janeiro de 2018.                  | Maria Elisa Antonelli Carolina Solberg  | / Ágatha Bednarczuk Duda Lisboa         | / Taiana Lima Julia Sude                | / Ana Patrícia Ramos Rebecca Cavalcante |
| 5ª Etapa João Pessoa, Paraíba 21 a 25 de fevereiro de 2018.            | / Ágatha Bednarczuk Duda Lisboa         | / Tainá Bigi Victória Tosta             | / Ana Patrícia Ramos Rebecca Cavalcante | / Josimari Alves Liliane Maestrini      |
| 6ª Etapa Maceió, Alagoas 14 a 18 de março de 2018.                     | / Ana Patrícia Ramos Rebecca Cavalcante | / Josimari Alves Liliane Maestrini      | Maria Elisa Antonelli Carolina Solberg  | / Ágatha Bednarczuk Duda Lisboa         |
| 7ª Etapa Aracaju, Sergipe 4 a 8 de abril de 2018.                      | / Ana Patrícia Ramos Rebecca Cavalcante | Bárbara Seixas Fernanda Berti           | Maria Elisa Antonelli Carolina Solberg  | / Ágatha Bednarczuk Duda Lisboa         |

## Ranking Final
| Posição           | Equipe                                   | Pontuação |
| ----------------- | ---------------------------------------- | --------- |
| Medalha de ouro   | Maria Elisa Antonelli Carolina Solberg   | 2360      |
| Medalha de prata  | / Ágatha Bednarczuk Duda Lisboa          | 2320      |
| Medalha de bronze | / Ana Patrícia Ramos Rebecca Cavalcante  | 2240      |
| 4                 | /Josimari Alves Liliane Maestrini        | 1800      |
| 5                 | / Tainá Bigi Victória Tosta              | 1720      |
| 6                 | /Vanilda Leão "Val" Ângela Lavalle       | 1600      |
| 7                 | / Izabel Santos Renata Trevisan Ribeiro  | 1280      |
| 8                 | / Vitória Mendonça Juliana Simões        | 1200      |
| 9                 | Flávia Moura Bárbara Ferreira            | 1160      |
| 9                 | Bárbara Seixas Fernanda Berti            | 1160      |
| 11                | Sandressa Miranda Neide Sabino           | 1120      |
| 12                | / Amanda Maltez Mayana Dias              | 880       |
| 12                | /Andrezza Martins Rachel Nunes           | 880       |
| 14                | / Taiana Lima Elize Maia Secomandi       | 800       |
| 14                | / Luiza Amélia Semírames Marins          | 800       |
| 14                | / Luiza Amélia Semírames Marins          | 800       |
| 16                | / Aline Lebioda Diana Bellas             | 720       |
| 17                | /Larissa França Talita Antunes           | 680       |
| 17                | /Juliana Silva Andressa Cavalcanti       | 680       |
| 19                | /Rafaela Gouvea Fares Fabíola Constâncio | 640       |
| 19                | Talita Antunes Hegê Almeida              | 640       |
| 19                | Pity Aragão Fabrine Conceição            | 640       |
| 22                | Carol Horta Juliana Silva                | 600       |
| 22                | /Naiana Rodrigues Rachel Nunes           | 600       |

### Premiações individuais
Os destaques da temporada foram ː
| MVP                     | Carolina Solberg      | Rio de Janeiro     |
| Melhor Ataque           | Ana Patrícia Ramos    | Minas Gerais       |
| Craque da Galera        | Ágatha Bednarczuk     | Paraná             |
| Melhor Bloqueio         | Ana Patrícia Ramos    | Minas Gerais       |
| Melhor Saque            | Maria Elisa Antonelli | Rio de Janeiro     |
| Melhor Recepção/Passe   | Duda Lisboa           | Sergipe            |
| Melhor Defesa           | Taiana Lima           | Ceará              |
| Melhor Levantadora      | Taiana Lima           | Ceará              |
| Atleta que mais evoluiu | Ana Patrícia Ramos    | Minas Gerais       |
| Revelação               | Victória Tosta        | Mato Grosso do Sul |
| Melhor Técnico          | João Luciano Kioday   | Paraíba            |